# Восточный (Дергачёвский район)
Восто́чный — посёлок в Дергачёвском районе Саратовской области. Административный центр Восточного муниципального образования. Основан в 1954 году.

## География
Посёлок находится на расстоянии примерно 40 км (по прямой) к юго-востоку от посёлка городского типа Дергачи, административного центра района.

### Часовой пояс
Посёлок Восточный, как и вся Саратовская область, находится в часовой зоне МСК+1. Смещение применяемого времени относительно UTC составляет +4:00.

## Население
| 2002 | 2010 |
| ---- | ---- |
| 782  | ↘446 |

### Национальный состав
Согласно результатам переписи 2002 года, в национальной структуре населения казахи составляли 46 % из 782 чел., русские — 41 %) .